# Liu Ching-jen
Liu Ching-jen 刘镜人 fue un diplomático chino. Graduado de la Escuela de Idiomas del Jiangnan Shipyard Arsenal en Shanghái y la Escuela de Lenguaje en Pekín, fue enviado a Londres como un intérprete de estudiante en la Legación china
Posteriormente fue transferido a la Legación en París.
Entre 1906 a 1908 fue consejero de legación y Encargado de negocios en San Petersburgo.
En 1911 fue ministro plenipotenciario en La Haya.
El 25 de diciembre de 1911 durante la Revolución de Xinhai fue comisionado a Manchuria para declarar Puyi caído.
De 1912 a 1918 fue Ministro plenipotenciario en San Petersburgo.
El 6 de octubre de 1913 Nicolás II de Rusia reconoció la República de China.
Nicolás II de Rusia reconoció a Thubten Gyatso como emperador de los mongoles como reacción en 1913 Sun Yat-sen llamó para una guerra contra Rusia. Chen Lu (diplomático) negoció el Tratado de Kyakhta que fue suscripto el 29 de mayo de 1915.
El gobierno Duan Qirui no reconoció el gobierno bolchevique y Liu Ching-jen se fue el 26 de febrero de 1918 de San Petersburgo.
En 1919 fue designado ministro plenipotenciario en Tokio y se negó asumir el puesto.
De 1922 a 1926 fue presidente de la comisión de asuntos rusos y vicepresidente de la Comisión de asuntos exteriores. 
En 1929 fue jubiladó.